# 香港高等院校預修課程
香港高等院校預修課程是中國大陸的大學為有志往香港升學的學生所提供的銜接課程。由於香港現時仍然保留英國式的三年制大學課程，為使內地學生在課程上得以銜接，香港的高等院校都會要求被取錄的學生在學校與內地有聯繫的院校修讀一年預修課程。完成課程之後，學生才可以前往香港升學，繼續完成餘下的三年大學課程。

## 聯繫大學列表
- 香港大学：中山大学、复旦大学、清华大学、北京大学、厦门大学。
- 香港教育學院：南京師範大學。

## 外部連結
- 余家欣，(2003年)，香港：关于学习生活的具体细节介绍，雅虎中国‧移民留學